# Kosowo na Mistrzostwach Świata w Lekkoatletyce 2019
Kosowo na Mistrzostwach Świata w Lekkoatletyce 2019 – reprezentacja Kosowa podczas mistrzostw świata w Doha liczyła tylko jednego zawodnika, biegacza Musa Hajdari specjalizującego się w biegach średnich.

## Skład reprezentacji

### Mężczyźni
| Zawodnik     | Konkurencja        | Eliminacje  | Eliminacje | Półfinał | Półfinał | Finał | Finał   |
| Zawodnik     | Konkurencja        | Wynik       | Pozycja    | Wynik    | Pozycja  | Wynik | Pozycja |
| ------------ | ------------------ | ----------- | ---------- | -------- | -------- | ----- | ------- |
| Musa Hajdari | bieg na 800 metrów | 1:47.98 min | 35.        | NQ       | NQ       | NQ    | NQ      |